# Kradibia nigricorpus
Kradibia nigricorpus är en stekelart som först beskrevs av Girault 1915.  Kradibia nigricorpus ingår i släktet Kradibia och familjen fikonsteklar. Inga underarter finns listade i Catalogue of Life.